# Álgebra Virasoro
Em matemática, o termo álgebra Virasoro (em homenagem ao físico Miguel Angel Virasoro) refere-se a uma álgebra de Lie complexa, dada como uma extensão central dos campos vetoriais polinomiais complexos sobre o círculo, e é amplamente utilizado na teoria de campo conformados e teoria das cordas